# Rahat, Israel
Rahat (în ebraică: רַהַט, în arabă رهط) este un oraș predominant beduin din Districtul de Sud al Israelului.  În 2017, avea o populație de 66.791 de locuitori. Ca atare, este cel mai mare oraș beduin din lume, și singura așezare beduină din Israel cu statut de oraș⁠(d). 
Rahat este unul dintre cele șapte comune beduine din deșertul Negev cu planuri aprobate și infrastructură dezvoltată — celelalte șase sunt Hura⁠(d), Tel-Sabi⁠(d) (Tel Sheva), Ar'arat-Naqab⁠(d) (Ar'ara BaNegev), Lakiya⁠(d), Kuseife⁠(d) (Kseife) și Shaqib al-Salam⁠(d) (Segev Shalom).

## Semnificația numelui
În arabă, „rahat” înseamnă "grup" sau "grupuri" (este, de asemenea, un nume musulman folosit mai ales pentru bărbați).  În aramaică, „rahat” înseamnă „a alerga”.  În ebraică, „rahat” înseamnă „jgheab”. 

## Design
Orașul are un total de 33 cartiere. Toate, cu excepția unuia dintre cartiere, constau în totalitate din clanuri⁠(d) beduine separate, dar un cartier este cu clanuri mixte. Între fiecare cartier există un ued.  Orașul are, de asemenea, o piață, servicii publice și comerciale, parcuri de cartier, spații publice, centre de ocupare a forței de muncă pentru femei, zone de joacă pentru copii și mai multe geamii.